# FA Cup finalen 1991
FA Cup finalen 1991 var en fodboldkamp som udgjorde finalen i den britiske pokalturnering FA Cup i 1991 og blev spillet mellem Tottenham Hotspur og Nottingham Forest og vundet 2-1 af førstenævnte. Tottenhams sejr gjorde klubben til den første til at vinde titlen 8 gange, men denne rekord er siden blevet slået af Arsenal og Manchester United. Finalen blev kendt for, at Tottenham bar lange posede shorts, som sidenhen blev indført af de andre engelske klubber.